# Nuriye Ulviye Mevlan Civelek
Nuriye Ulviye Mevlan Civelek, turška zagovornica pravic žensk, sufražetka, novinarka in ustanoviteljica prve feministične ženske revije in muslimanske organizacije za pravice žensk v Turčiji. Revija je kot prva objavila fotografijo muslimanke. * 1893, † 9. april 1964

## Zgodnja leta
Nuriye Ulviye Yediç se je rodila leta 1893 materi Safiye Hanım in očetu Mahmutu Yediç verjetno v Hacıveliobi, Gönen, Otomansko cesarstvo, čeprav nekateri viri njeno rojstno mesto imenujejo Sirija drugi spet trdijo, da je bilo Göreme v osrednji Turčiji. Njen oče je bil kmet čerkeške narodnosti. Po osvojitvah Ruskega imperija je bil prisiljen zapustiti Severni Kavkaz. Zaradi finančnih nesreč je družina živela v revnih razmerah in je pri šestih letih poslala hčerko živeti v palačo Yıldız Tam je odraščala in dobila vzgojo o pravilnem vedenju, pravilih palače in religiji. Kot je bilo v navadi, se je 13 let stara leta 1906 poročila. Njen mož Hulusi Bey je bil sultanov rejni brat in je kmalu po poroki umrl.

## Kariera
Z denarjem, ki ga je podedovala, je Bey ustanovila revijo Ženski svet (turško Kadınlar Dünyası) pod imenom Nuriye Ulviye 4. aprila 1913. Naslednji mesec, 28. maja 1913, je ustanovila Otomansko društvo za zaščito pravic žensk (turško Osmanlı Müdâfaa-i Hukuk-ı Nisvan Cemiyeti), z namenom izboljšati izobraževanje in zaposlitev žensk ter reformirati kodeks oblačenja. Čeprav je bilo združenje predvsem organizacija muslimanskih žensk, so ji pripadali tudi ljudje iz etničnih manjšin in tudi evropski novinarji.

Na začetku je revija izhajala vsak dan. Po 100 številkah je začela izhajati tedensko po 108. številki (verjetno okoli 7. septembra 1913) pa je začela podpisovati svoje članke kot Ulviye Mevlan, ker je prevzela priimek svojega novega moža Rıfat Mevlan (včasih tudi kot Mevlanzâde Rıfat Bey), ki je bil novinar in politik. Revija je bila prva revija, ki je objavila fotografijo muslimanke. Med osebjem in avtorji ni bilo moških, Mevlan je moške izključila zato, ker so moški ženske izključevali iz zakonite udeležbe v družbi.

"Ves čas sem razmišljala o tem, kako bi lahko spremenile svoja podrejena in nekoristna življenja.Mislim, da nam je potreben tako praktični kot duhovni pogum, da pridemo naprej, Nahajamo se v dobi reform in razsvetljenstva. Vedela sem, da če želimo napredovati v družbi, bomo morale razviti moderno osebnost, um in dušo. V tej prebujajoči se dobi in z novo družbo, ki temelji na napredku na področju družbenih ved, sem se odločila, da bom začela izdajati revijo, ki bo ženske spodbudila h korakom, potrebnim za njih razvoj."

Mevlan je v svojih člankih pojasnjevala jasne cilje, tako pravico žensk do visokošolskega izobraževanja, enako plačilo za ženske in zaposlovanje žensk, ter vedno znova ponavljala temo, da bi izboljšano življenje žensk izboljšalo tudi življenje moških. Prav tako je trdila, da bi morale ženske nositi ruto namesto koprene, imeti bi morale enake pravice v zakonu, obsodila je tudi prakso dogovorjenega zakona.  Kot rezultat njenih kampanj so ženske dosegle pomembne uspehe, saj so leta 1913 v telefonski pisarni najeli sedem žensk, leta 1914 pa je bila  v Istanbulu  je bila odprta ženska univerza İnâs Darülfünunu, ki nudila tečaje iz znanosti in književnosti. Od leta 1913 do 1914 je Ženski svet izhajal tudi v francoščini, z namenom razširiti dialog med evropskimi feministkami in članicami združenja.
Mevlan je vodila Ženski svet do leta 1921. V tistem času je tekla turška vojna za neodvisnost in njenega moža, zagovornika kurdske neodvisnosti, so leta 1923 izgnali kot eno izmed 150 personae non gratae Turčije. Leta 1927 se je Mevlan ločila in začel upravljati dijaški dom. Leta 1931 se je poročila s študentom medicine Ali Muharrem Civelekom iz Antiohije, ki je živel pri njej med študijem na Medicinski fakulteti. Po zaključku študija sta zakonca zapustila Istanbul in se preselila v Kırıkhan.
Civelek je umrla 9. aprila 1964 v mestu Kırıkhan v provinci Hatay v Turčiji in bil pokopana na pokopališču Asri v mestu Antakya v provinci Hatay v Turčiji.

## Zapuščina
Po njeni smrti je mož leta 1967 ustanovil javno knjižnico z njenim imenom. Do leta 2004 je bilo v knjižnici na razpolago več kot 9000 knjig. V Kırıkhanu je tudi ulica, ki nosi njeno ime, na pokopališču, kjer je bila pokopana, pa ji je mož v spomin postavil vodnjak. Leta 1967 je na istem pokopališču Turški ženski svet (turško Türkiye Kadınlar Konseyi) posvetil ploščo v njen spomin.